# Когель (річка)
Коге́ль (рос. Когель) — річка в Республіці Комі, Росія, права притока річки Ілич, правої притоки річки Печора. Протікає територією Вуктильського міського округу та Троїцько-Печорського району.
Річка бере початок на височині Мішпарма на території Вуктильського міського округу. Потім є кордоном між Вуктильським міським округом та Троїцько-Печорським районом, потім знову входить на територію Вуктильського міського округу і після прийому лівої притоки Урайоль входить на територію Троїцько-Печорського району. Протікає на південь, південний схід, південь, південний захід, південний схід, південь, південний захід, південь, південний захід, південь, захід, південний захід, південь, південний схід, південь, південний захід та південь. Впадає до Ілича навпроти колишнього присілка Антон.
Притоки:
- праві — Гудирйоль (Гудир'єль), Верхній Семен-Єгор-Йоль (Верхній Семен-Єгор-Єль), Семен-Єгор-Йоль (Нижній Семен-Єгор-Йоль, Нижній Семен-Єгор-Єль), Льок-Йоль (Льокйоль, Лек'єль), Гердйоль (Герд'єль), Верхня Ванйоль (Вилис-Ваньйоль, Вилис-Ван'єль, Верхня Вань-Йоль), Нижня Ванйоль (Улис-Ваньйоль, Улис-Ван'єль, Нижня Вань-Йоль)
- ліві — Когельвож, Верхня Соч, Ягоєль, Єлена-Єль, Нижня Соч, Сандра-Нікола-Єль, Урайоль (Ураєль), Габейоль (Габеєль), без назви (довжина 13 км[1]), Порсйоль (Порс'єль), Філя-Йоль (Філя-Єль), Соч, Демейоль (Демеєль)